# Pärvieförkastningen
Pärvieförkastningen är en drygt 165 kilometer lång förkastningszon mellan Kebnekaise och Kiruna.
Förkastningen är en anledning till de seismiska rörelser i Kiruna som ibland förekommer. 
Pärvieförkastningen uppträdde för 9 000 år sedan. Det var den kraftigaste jordbävningen i Sverige sedan den senaste istiden och mätte 8 på richterskalan. Pärvieförkastningen upptäcktes på 1970-talet.